# Q Concert (1982)
Q Concert è un mini-LP in studio dei cantautori italiani Mario Castelnuovo, Marco Ferradini e Goran Kuzminac, pubblicato nel 1982 dalla RCA Italiana.

## Descrizione
Sul disco ciascuno dei tre artisti interpreta da solo un proprio inedito; la traccia di apertura Oltre il giardino, anch'essa inedita, è cantata insieme dai tre, che risultano anche autori del testo. La musica del brano, firmata invece da Amedeo Minghi e nata da un'idea di Ennio Melis, si ispira a un tema dalla ciaccona dalla partita in re minore per violino BWV 1004 di Johann Sebastian Bach, che lo stesso Minghi utilizzerà l'anno successivo, con un nuovo testo di Gaio Chiocchio, per il brano Ciaccona contenuto nell'album 1950.
Ferradini inserirà il brano Cartolina anche sul suo album Una catastrofe bionda del 1983.

## Tracce
Lato A
1. Oltre il giardino (testo: Mario Castelnuovo, Marco Ferradini, Goran Kuzminac – musica: Amedeo Minghi)
2. Cartolina (Marco Ferradini)

Lato B
1. Perché non sorridi? (Mario Castelnuovo)
2. Bugiarda (Goran Kuzminac)